# Allegro Barbaro (Film)
Allegro Barbaro ist ein ungarisches Historiendrama von Miklós Jancsó aus dem Jahre 1979. Es stellt nach Ungarische Rhapsodie den zweiten Teil eines geplanten Zyklus dar, dessen dritter Teil Concerto nie gedreht worden ist. Titelgebend ist die Komposition Allegro Barbaro von Béla Bartók. Die Handlung beider Filme ist vom Leben von Endre Bajcsy-Zsilinszky inspiriert. Der erste Teil endet Mitte der Zwanziger Jahre, als den Protagonisten Zweifel über sein bisheriges Tun befallen, und an dieser Stelle beginnt Allegro Barbaro. In den realistischen Erzählton mischen sich, gegen Ende zunehmend, gelegentliche fantastische Elemente. Der Film besteht aus 22 Einstellungen.

## Handlung
Istvan hat mit seinem Bruder Gábor in Ungarn den Weißen Terror gegen die Kommunisten geleitet. Doch er liebt Mari, die Tochter eines Bauernführers Bankós, was ihn politisch den linken Revolutionären näherbringt.
Istvan entfremdet sich von seinem Bruder und seinen bisherigen Freunden. Bankós misstraut allerdings der Zuneigung Istvans zu Mari und vermutet eine Intrige. Als Mari 1944 wegen Agitation verhaftet wird, begibt er sich auf das Landgut des konservativen Ministerpräsidenten und versucht zwischen diesem und Bankós zu vermitteln. Nach der Verhaftung von Bankós gelingt es ihm vorübergehend, ihn freizubekommen. Mari und Istvan feiern auf seinem Gut ihre Hochzeit, die aber von Truppen des Ministerpräsidenten unterbrochen wird, die das Gut besetzen. Sie töten Bankós, worauf Istvan den Ministerpräsidenten umbringt. Neuer Ministerpräsident wird Gabór. Eine konstruierte Anklage gegen Mari veranlasst Istvan, bei Gabór vorstellig zu werden, der aber hart bleibt. Man verweigert Mari ihren letzten Wunsch, noch einmal mit Istvan zu schlafen, und gesteht ihr nur zwei andere verurteilte Männer zu. Nach Maris Ermordung taucht bald Istvan mit einer Flagge auf, und Fallschirmspringer kommen vom Himmel herab. Am Ende erweist sich beinahe der gesamte Film als Einbildung, und Istvan und Mari sind wieder vereint.